# Ipiguá

Ipiguá este un oraș în São Paulo (SP), Brazilia.